# Batalha de Rap
Batalha de rap (também conhecido como batalha de rimas, batalha de MCs ou duelo de MCs) é um tipo de rap improvisado que utiliza rimas (recurso literário que consiste na repetição de sons semelhantes ou iguais no final ou no meio de palavras ou sílabas, em dois ou mais versos) e que inclui vanglória, insultos, conteúdo de ostentação, conteúdos ideológicos, humor e outros elementos. A batalha pode ocorrer em álbuns gravados, embora as batalhas de rap sejam frequentemente recitadas ou apresentadas em estilo livre, de forma espontânea, em batalhas ao vivo, onde os MCs se apresentam no mesmo palco para competir e demonstrar quem tem os melhores versos improvisados.
Em meados da década de 2010, a cultura começou a se tornar profissionalizada. Em diversos países de língua espanhola, ocorre a FMS, uma liga profissional de freestyle de rimas, sendo uma das maiores competições do mundo. Sua primeira edição no Brasil aconteceu em 2024.

## Batalhas de MCs no Brasil
A Liga dos MCs e Batalha do Real são as mais tradicionais do Brasil produzidas pela Brutal Crew do Rio de Janeiro no bairro da Lapa (Centro do Rio), representando a cidade e o estado. Atuando há 22 anos, contribuiu para o desenvolvimento de artistas locais e formação de público para eventos culturais na capital carioca. Proporcionou experiências únicas de enriquecimento sociocultural e profissional, disseminando uma metodologia seguida por batalhas e rodas de rima pelo país.
Atualmente, a Batalha da Aldeia (São Paulo), Batalha da Norte (São Paulo) e Batalha do Coliseu (Rio de Janeiro) são as principais batalhas semanais.[carece de fontes?] Já as edições especiais anuais incluem a BDA Anos (edição de aniversário da Batalhas da Aldeia, em formato de trios), a Freestyle Master Series (FMS), responsável pela profissionalização da cultura no Brasil, e o Duelo de MCs, mais conhecido como "Nacional", que é considerado o maior título para um MC.
Em Brasília, ocorre a Batalha da Escada, a Batalha das Gurias, a Batalha do Museu e a Batalha do Neurônio.

### Crescimento e popularização
No Brasil, as batalhas de rap ou rima têm se aprimorado e propagado cada vez mais a cultura do hip hop.
Em 2024, a Batalha da Aldeia estabeleceu uma parceria com o Podpah, responsável pela transmissão da batalha e pela premiação das edições semanais e anuais. Nesse mesmo ano, surgiu a primeira edição da FMS, uma liga profissional de freestyle criada na Espanha pela Urban Roosters e presente em 23 países. A FMS oferece contratos profissionais e uma agenda competitiva, abrindo novas portas para o mercado e desenvolvendo o cenário nacional, além de trazer estabilidade financeira e crescimento social para os MCs.
Com esse crescimento, alguns MCs começaram a ser contratados por equipes de e-sports. Jotapê, um dos maiores nomes da cena, causou surpresa ao ser contratado pelo Corinthians, time de coração do rapper. Semanas depois, Big Mike, Bask e Magrão também foram anunciados pelo Corinthians para disputar as grandes competições em 2025. Outros mc's como Apollo, Neo e Maria, que foram contratados pela MIBR, um dos times de e-sports mais famosos do Brasil.

## Em outras mídias
- O filme de 2002 "8 Mile" se concentra nas batalhas de rap em Detroit, especificamente Jimmy "B-Rabbit" Smith, interpretado pelo nativo de Detroit e rapper Eminem. O filme também inclui os rappers Xzibit, Proof e Obie Trice. O filme é livremente baseado na ascensão de Eminem na cena hip-hop de Detroit, através de participações em torneios de batalhas de rap. O personagem Future, interpretado por Mekhi Phifer, é inspirado em Proof, também nativo de Detroit e melhor amigo de Eminem. O Shelter, local onde ocorrem a maioria das batalhas no filme, é baseado em um local real de Detroit onde Eminem participou de batalhas, embora as cenas não tenham sido filmadas no local original.[12]
- Na quarta temporada de Sintonia, a série brasileira explorou o mundo das batalhas de rimas. Incluindo grandes nomes da cena, entre eles: Kant, Magrão, Levinsk e Jotapê. Também contou com a participação do apresentador da Batalha da Aldeia, Bob13.[13][14]